# Soviet Invasion
'Soviet Invasion'é um EP da banda Witchfinder General. Lançado em 1982, tem apenas 13 minutos de duração. É um EP muito raro e nunca foi lançado no Brasil.

## Faixas
1. "Soviet Invasion" - 04:25
2. "Rabies" - 03:31
3. "R.I.P (Live)" - 04:09

## Créditos
- Zeeb Parkes - Vocais
- Phil Cope - Guitarra
- Toss McCready - Baixo
- Kid Rimple - Bateria